# ОШ „Ђура Јакшић” Орешковица
ОШ „Ђура Јакшић” у Орешковици, насељеном месту на територији општине Петровац на Млави, државна је установа основног образовања.

## Историјат школе
Школа је основана 1893. године, а први учитељ био је Јован Лазић, родом из Жабара. У свом дугом веку, тек школске 1953/54. године, школа је постала осмогодишња која свој пуни капацитет достиже 1957. године када јој се прикључују четворогодишње школе из Добрње и Вошановца. Име песника и сликара Ђуре Јакшића школа носи од 1964. године.

## Подручне школе
Школа у Добрњу основана је 1832. године, у време када су у Пожаревачком округу постојале свега неколико школа. Првобитно образовање одвијало се по сеоским кућама, а касније у општинским зградама.
Школа у Вошановцу основана је 1878. године. Садашња школска зграда подигнута 1903. године, што је чини најстаријом школском зградом у саставу школе „Ђура Јакшић”. Први учитељ је био Кузман Јовановић. 